# Santo Domingo de Los Ollero (distrito)
O Distrito peruano de Santo Domingo de Los Ollero é um dos trinta e dois distritos que formam a Província de Huarochirí, situada no Departamento de Lima, pertencente a Região Lima, na zona central do Peru.

## Transporte
O distrito de Santo Domingo de Los Ollero é servido pela seguinte rodovia:
- LM-119, que liga o distrito de Santa Anita à cidade de Sangallaya[1][2][3]